# Ståbäckstjärnen
Ståbäckstjärnen är en sjö i Robertsfors kommun i Västerbotten och ingår i Kålabodaån-Rickleåns kustområde. Sjön har en area på 0,0337 kvadratkilometer och ligger 62,1 meter över havet.

## Delavrinningsområde
Ståbäckstjärnen ingår i det delavrinningsområde (713151-174848) som SMHI kallar för Ovan Rismyrbäcken. Medelhöjden är 47 meter över havet och ytan är 20,31 kvadratkilometer. Det finns inga avrinningsområden uppströms utan avrinningsområdet är högsta punkten. Avrinningsområdets utflöde Slättbäcken mynnar i havet. Avrinningsområdet består mestadels av skog (72 procent). Avrinningsområdet har 0,09 kvadratkilometer vattenytor vilket ger det en sjöprocent på 0,2 procent. Bebyggelsen i området täcker en yta av 1 kvadratkilometer eller 3 procent av avrinningsområdet.